# Michelle Dawson
Michelle Dawson (nascuda el 1961) és una especialista en la investigació clínica de l'autisme. Des de 2003, ha treballat com a assistent d'investigació de l'autisme afiliada a la Clínica Especialitzada d'Autisme de l'Hôpital Rivière-des-Prairies a Mont-real, Canadà.

## Biografia
Va ser diagnosticada amb un trastorn de l'espectre autista (TEA) en 1993-1994; nascuda el 1961, Dawson no va ser diagnosticada quan era nena. Dawson va rebre prestacions de discapacitat, a causa del seu diagnòstic d'autisme a partir del 2003. Michelle Dawson es va graduar en l'escola secundària.
Dawson va ser una treballadora de correus per al Canada Post fins que li van donar la baixa a l'any 2002. Dawson va presentar dues denúncies de drets humans contra el Canada Post, al·legant que havia sigut discriminada. Dawson va guanyar la segona demanda sobre els drets humans; la primera demanda es va resoldre fora del tribunal.
A partir de 2003 comença a treballar com a investigadora afiliada al laboratori d'estudi del processament de la informació en l'Hospital Rivières-des-Prairies de Mont-real, dirigit per Laurent Mottron, després d'haver-se unit a l'equip d'aquest professor al Departament de psiquiatria de la Universitat de Mont-real per a desenvolupar un test d'intel·ligència més adequat per avaluar la intel·ligència de les persones amb autisme. Ha col·laborat amb Mottron amb la publicació de treballs de recerca; s'ha estimat que Dawson contribueix amb Mottron amb al voltant del 20% del producte acabat. Va escriure un document que desafia els fonaments ètics i científics de l'Anàlisi del Comportament Aplicat (ABA) basat en la intervenció de l'autisme. També va qüestionar la necessitat mèdica de l'ABA per a persones amb autisme a la Cort Suprema del Canadà a Auton contra Columbia Britànica, 3 S.C.R. 657.
Dawson va rebre un doctorat honoris causa a la Universitat de Mont-real el juny de 2013 pels seus treballs científics i ètiques sobre l'autisme.
Dawson és un activista que defensa els drets de les persones amb autisme, sobretot contra el concepte de l'atenció curativa (citat, per exemple, al Tribunal Suprem del Canadà contra els mètodes educatius de l'ABA). També diu que la majoria dels científics intenten determinar com fallen els cervells autistes, però que pensa que seria més útil intentar determinar com funcionen els cervells dels autistes en lloc de com fallen.

## Treballs
- Enhanced perceptual functioning in autism: an update, and eight principles of autistic perception (2006), L Mottron, M Dawson, I Soulieres, B Hubert, J Burack, Journal of autism and developmental disorders 36 (1), 27-43. (anglès)
- The level and nature of autistic intelligence (2007), M Dawson, I Soulières, MA Gernsbacher, L Mottron, Psychological science 18 (8), 657-662. (anglès)
- Three reasons not to believe in an autism epidemic (2005), MA Gernsbacher, M Dawson, HH Goldsmith, Current directions in psychological science 14 (2), 55-58. (anglès)
- Cognitive mechanisms, specificity and neural underpinnings of visuospatial peaks in autism (2006), MJ Caron, L Mottron, C Berthiaume, M Dawson, Brain 129 (7), 1789-1802. (anglès)